# Свеби
Свебите, известни и като свеви (лат. suevi, suebi, suavi, suabi), са древногерманско племе, с което римляните водели непрекъснати войни в периода 1 в пр.н.е. – 2 век. За тях Цезар пише, че са най-голямото и войнствено племе от германците. По негово време имали 100 околии, от които всяка година извеждали от 1000 души воини. Останалата част от хората осигурявала храна за всички семейства. На следващата година те отивали да се бият, а първите се връщали. Занимавали се предимно с лов. Били високи на ръст, носели животински кожи и се къпели в реките. Свебите изтласкали от земите им узипетите и тенктерите и ги принудили да преминат Рейн. През 406 г. вандали, свеби и алани преминават река Рейн и заемат Галия и навлизат в Иберия.